# Tetraleurodes marshalli
Tetraleurodes marshalli là một loài côn trùng cánh nửa trong họ Aleyrodidae, phân họ Aleyrodinae.
Tetraleurodes marshalli được Bondar miêu tả khoa học đầu tiên năm 1928.